# Кейт Бекінсейл
Ке́трін Романі Бе́кінсейл (англ. Kathryn "Kate" Romany Beckinsale; нар. 26 липня 1973, Лондон) — англійська акторка, відома за ролями у фільмах «Перл-Гарбор», «Інтуїція» (2001), «Інший світ» (2003),  «Ван Хелсінг» (2004), «Інший світ: Еволюція» (2006) та «Клік: з пультом по життю» (2006).

## Ранні роки
Народилася 26 липня 1973 року, в Лондоні в сім'ї театральної та телевізійної акторки Джуді Ло і телевізійного актора Річарда Бекінсейла (1947-1979), який помер у 31-річному віці. У 1997 році мати Кейт одружилася з режисером Роєм Баттерсбі; у Кейт є старша зведена сестра Саманта (нар. 23.07.1966), також акторка. Прадід Кейт був вихідцем з Бірми, і Кейт стверджує, що в дитинстві у неї була «дуже азійська зовнішність».
Навчалась у двох лондонських школах: Годолпфін, і дівчачій незалежній школі Лондону Лайтімер. У дитинстві двічі виграла Змагання Юних Авторів Сміта. Один раз за три розповіді, і один раз за три вірші. В підлітковому віці почала курити, пережила анорексію. Згодом почала кар'єру акторки. Має філологічну освіту, закінчила Оксфордський університет (факультет іноземних мов і літератури): крім англійської, володіє французькою й російською мовами.

## Кар'єра
Протягом першого року в Оксфорді Кейт Бекінсейл зіграла роль в «Багато галасу з нічого». 
У 1994 зіграла роль Джулії в «Фламандська дошка», і роль Етель в «Принц Ютландії». Протягом 1995 року з'явилася у фільмах «Холодна зручна ферма» та «Будинок привидів». 
В 1996 зіграла роль Емми Вудгаус у фільмі «Емма», в 1998 брала участь у фільмах «Останні дні диско», «Шахрайство» і «Аліса в задзеркаллі».
У 2001 виконала свою знамениту роль у фільмі «Перл-Гарбор». Того ж року на екрани вийшла романтична комедія «Інтуїція», в якій Бекінсейл зіграла з Джоном К'юсаком. 
У 2003 році знялася в стрічці «Інший світ», цей фільм дуже підвищив її акторську популярність. 
В наступному 2004 році фільм «Ван Хелсінг», у якому вона грала одну з головних ролей, також підняв її рейтинги. Того ж року зіграла з Леонардо Ді Капріо в оскароносному фільмі «Авіатор».
Журнал Hello! обрав Кейт Бекінсейл першою красунею Англії в 2002 році, наступного року журнал Maxim поставив її на 16-ту стрічку в рейтингу «HOT 100». У 2005 році вона була № 71 в списку «100 найсексуальніших жінок світу» журналу FHM. У 2009 році журнал Esquire назвав Кейт Бекінсейл найсексуальнішою жінкою з тих, що нині живуть.
В січні 2006 вийшов фільм «Інший світ: Еволюція», продовження першої частини. Того ж року вийшла комедія «Клік: з пультом по життю», в якій Бекінсейл грала Донну.
У 2007 році вийшов фільм «Вакансія на жертву», в якому вона замінила Сару Джессіку Паркер. 
2008 року світ побачив два фільми з акторкою: «Снігові янголи» та «Нічого окрім правди». 
У 2009, 2012 та 2016 роках на екрани вийшли три продовження франшизи «Інший світ» з Кейт у головній ролі. Також, у 2009 році актрису можна було побачити в трагікомедії «Все шляхом».
У 2012 році Бекінсейл зіграла у фантастичному бойовику «Згадати все», рімейку однойменного фільму 1990 року.
Влітку 2014 року відбулася світова прем'єра трилера «Будинок проклятих» із Кейт у головній ролі.
Взимку 2016 року на екрани вийшла комедія «Кохання та дружба», знята за мотивами оповідання Джейн Остін «Леді Сьюзан».
2019 року актрису можна було побачити в серіалі Amazon «Вдова».
29 липня 2021 року на екрани вийшов екшн-бойовик «Красуня на взводі» з Бекінсейл у головній ролі. Того ж року вона знялася у серіалі Paramount+ «Винна сторона». У цьому серіалі вона також виступала як виконавчий продюсер.

## Особисте життя
31 січня 1999 народила дочку Лілі Мо Шин від свого бойфренда Майкла Шина. Після народження дочки розірвала стосунки з Шином, який так і не зробив шлюбної пропозиції. 
У червні 2003 почала зустрічатись з американським режисером Леном Вайсманом, 9 травня 2004 вони одружились і почали жити в Каліфорнії, але наприкінці 2015 року оголосили про розрив та розлучилися в листопаді 2019 року. 
У січні 2019 року з'явилися повідомлення про роман Бекінсейл з молодшим на 20 років американським коміком Пітом Девідсоном.

## Фільмографія

### Кінофільми
| Рік  |   | Українська назва                 | Оригінальна назва               | Роль                     |
| ---- | - | -------------------------------- | ------------------------------- | ------------------------ |
| 1993 | ф | Багато галасу з нічого           | Much Ado About Nothing          | Хіро                     |
| 1994 | ф | Принц Ютландії                   | Prince of Jutland               | Етель                    |
| 1994 | ф | Фламандська дошка                | Uncovered                       | Джулія                   |
| 1995 | ф | Будинок привидів                 | Haunted                         | Крістіна Маріель         |
| 1997 | ф | Шахрайство                       | Shooting Fish                   | Джорджі                  |
| 1998 | ф | Останні дні диско                | The Last Days of Disco          | Шарлотта Пінгресс        |
| 1999 | ф | Зруйнований палац                | Brokedown Palace                | Дарлін Девіс             |
| 2000 | ф | Золота чаша                      | The Golden Bowl                 | Меггі Вервер             |
| 2001 | ф | Перл-Гарбор                      | Pearl Harbor                    | медсестра Евелін Джонсон |
| 2001 | ф | Інтуїція                         | Serendipity                     | Сара Томас               |
| 2002 | ф | Лавровий каньйон                 | Laurel Canyon                   | Алекс                    |
| 2003 | ф | Інший світ                       | Underworld                      | Селін                    |
| 2003 | ф | Маленькі пальчики                | Tiptoes                         | Керол                    |
| 2004 | ф | Ван Хелсінг                      | Van Helsing                     | Анна Валеріус            |
| 2004 | ф | Авіатор                          | The Aviator                     | Ава Гарднер              |
| 2006 | ф | Інший світ: Еволюція             | Underworld: Evolution           | Селін                    |
| 2006 | ф | Клік: З пультом по життю         | Click                           | Донна Ньюман             |
| 2007 | ф | Сніжні янголи                    | Snow Angels                     | Енні Марченд             |
| 2007 | ф | Вакансія на жертву               | Vacancy                         | Емі Фокс                 |
| 2008 | ф | Крилаті істоти                   | Winged Creatures                | Карла Девенпорт          |
| 2008 | ф | Нічого окрім правди              | Nothing But the Truth           | Рейчел Армстронг         |
| 2009 | ф | Інший світ: Повстання ліканів    | Underworld: Rise of the Lycans  | Селін (архівні знімки)   |
| 2009 | ф | Біла мла                         | Whiteout                        | Керрі Стетко             |
| 2009 | ф | У них все добре                  | Everybody's Fine                | Емі                      |
| 2012 | ф | Контрабанда                      | Contraband                      | Кейт Фаррадей            |
| 2012 | ф | Інший світ: Пробудження          | Underworld: Awakening           | Селін                    |
| 2012 | ф | Згадати все                      | Total Recall                    | Лорі                     |
| 2013 | ф | Нова спроба Кейт МакКолл         | The Trials of Cate McCall       | Кейт МакКолл             |
| 2014 | ф | Будинок проклятих                | Stonehearst Asylum              | Еліза Грейвз             |
| 2015 | ф | Все як ти захочеш                | Absolutely Anything             | Кетрін                   |
| 2016 | ф | Кохання та дружба                | Love & Friendship               | леді Сьюзен Вернон       |
| 2016 | ф | Кімната розчарувань              | The Disappointments Room        | Дейна                    |
| 2016 | ф | Інший світ: Кровна помста        | Underworld: Blood Wars          | Селін                    |
| 2017 | ф | Єдиний живий хлопець в Нью-Йорку | The Only Living Boy in New York | Джоанна                  |
| 2018 | ф |                                  | Farming                         | Інґрід Карпентер         |
| 2021 | ф | Красуня на драйві                | Jolt                            | Лінді                    |
| 2022 | ф | Донька ув'язненого               | Prisoner's Daughter             | Максін                   |
| 2023 | ф | Рай для дурня                    | Fool's Paradise                 | Крістіана Діор           |
| 2024 | ф | Код «Чорна канарка»              | Canary Black                    | Евері Грейвс             |

### Телебачення
| Рік  |    | Українська назва    | Оригінальна назва               | Роль                         |
| ---- | -- | ------------------- | ------------------------------- | ---------------------------- |
| 1991 | тф |                     | One Against the Wind            | Барб Лінделл                 |
| 1993 | с  |                     | Anna Lee                        | Теа Хан (Епізод: "Headcase") |
| 1995 | тф |                     | Cold Comfort Farm               | Флора Пост                   |
| 1996 | тф | Емма                | Emma                            | Емма Вудгауз                 |
| 1998 | тф | Аліса в задзеркаллі | Alice Through the Looking Glass | Аліса                        |
| 2006 | с  |                     | Punk'd                          | в ролі себе (Епізод: "7x01") |
| 2019 | с  | Вдова               | The Widow                       | Джорджія Веллс (8 епізодів)  |
| 2021 | с  | Винуватець події    | Guilty Party                    | Бет Берджес (10 епізодів)    |

### Відеоігри
| Рік  |    | Українська назва            | Оригінальна назва           | Роль           |
| ---- | -- | --------------------------- | --------------------------- | -------------- |
| 2004 | вг | Underworld: The Eternal War | Underworld: The Eternal War | Селін          |
| 2014 | вг | TESO                        | The Elder Scrolls Online    | Королева Айрен |
| 2017 | вг | TESO: Morrowind             | TESO: Morrowind             | Королева Айрен |
| 2018 | вг | TESO: Summerset             | TESO: Summerset             | Королева Айрен |
| 2022 | вг | TESO: High Isle             | TESO: High Isle             | Королева Айрен |

## Виноски
1. ↑  Deutsche Nationalbibliothek Record #136236820 // Gemeinsame Normdatei — 2012—2016.
2. ↑  SNAC — 2010.
3. ↑  The Age.com. Beast in the beauty. Архів оригіналу за 14 лютого 2012. Процитовано 12 серпня 2011.
4. ↑  Tom Chiarella «Kate Beckinsale Is the Sexiest Woman Alive: Full Portfolio and Cover Story». Архів оригіналу за 4 березня 2010. Процитовано 12 серпня 2011.